# Iberischer Block
Als Bloco Ibérico, deutsch Iberischer Block oder port. und span. „pacto ibérico“, bezeichnet man den Pakt zwischen dem franquistischen Spanien und dem salazaristischen Portugal seit der Zeit des Zweiten Weltkrieges bis zum Kalten Krieg. Der Pakt wurde im März 1939 unter seiner ersten Bezeichnung Portugiesisch-spanischer Freundschafts- und Nichtangriffspakt unterschrieben. Sein Name bezieht sich auf die Iberische Halbinsel, die sich beide Länder weitgehend teilen, und hat in der Iberischen Union einen historischen, aus portugiesischer Sicht umstrittenen Bezugspunkt, so dass dort meist vom portugiesisch-spanischen Freundschaft- und Nichtangriffsvertrag (port.: „Tratado de Amizade e Não Agressão Luso-Espanhol“) gesprochen wird.
Der Pakt musste alle zehn Jahre erneuert werden, blieb bis zum Schluss ungekündigt, und wurde durch das portugiesisch-spanische Freundschafts- und Kooperationsabkommen von 1977 abgelöst, nach der Rückkehr zur Demokratie in beiden Ländern 1974 (Nelkenrevolution in Portugal) bzw. 1975 (Tod Francos).
Der Pakt diente der Annäherung und sparte ungeklärte Fragen des portugiesisch-spanischen Verhältnisses aus, etwa die Olivenza-Frage.

Die Iberische Halbinsel, mit Portugal (grün) und Spanien (orange)

## Geschichte
Seine politischen Wurzeln hatte der Pakt in der inoffiziellen, aber vielfältigen Unterstützung des angehenden spanischen Diktators Franco durch den portugiesischen Diktator Salazar im Spanischen Bürgerkrieg (1936–1939) und ihre sich überschneidenden Ideologien, insbesondere ihr tiefer Antikommunismus, ihre offensiv hervorgehobene Katholizität und ihre ausgeprägte Ablehnung der liberalen Demokratie.
Im September 1938, im Zeichen der Sudetenkrise, unterbreitete der Bruder des spanischen Diktators, Nicolas Franco, als Spanischer Botschafter in Portugal dem portugiesischen Diktator Salazar einen Vorschlag für einen Nichtangriffspakt.
Am 17. März 1939 schlossen Franco und Salazar den portugiesisch-spanischen Nichtangriffs- und Freundschaftspakt. Im Mai 1940 bestätigten beide Staaten in einer gemeinsamen offiziellen Erklärung den Pakt, und am 29. Juli 1940, nach der Niederlage Frankreichs, folgte ein Zusatzprotokoll. Am 12. Februar 1942 trafen sich Franco und Salazar im spanischen Sevilla zu Gesprächen im Rahmen des Abkommens, der fortan Pacto Ibérico genannt wurde. Offiziell erhielt der Pakt diesen Namen am 21. Dezember 1942, anlässlich des Besuchs des spanischen Außenministers in Lissabon.
Am 20. September 1948 erfolgte eine Erneuerung und Verlängerung des Paktes um zehn Jahre. Portugal gehörte dann 1949 zu den Gründungsmitgliedern der NATO, zu deren Vorgesprächen 1948 Spanien nicht eingeladen wurde. Spanien war darüber verstimmt und sah eine mögliche Verletzung des Pacto Ibérico, da Portugal nun Spanien schutzlos zurückließe und außerdem seinen spanischen Verbündeten nicht frühzeitig informiert habe. Salazar mahnte vier Tage nach dem NATO-Beitritt eine Aufnahme auch Spaniens an, das seinerseits einen Beitritt des Iberischen Paktes vorschlug. Nach diplomatischen Anstrengung konnte die Verstimmung dann geklärt werden, und eine spanische Neuinterpretation des Zusatzprotokolls von 1940 ermöglichte die ungehinderte Fortsetzung des Paktes, formuliert in einer gemeinsamen portugiesisch-spanischen Erklärung vom 30. März 1949, die das Weiterbestehen des Abkommens unabhängig von einer NATO-Mitgliedschaft Portugals bestätigt. Salazar forderte danach wiederholt die Aufnahme Spaniens in die NATO.
1958 wurde der Pakt als gegenseitiger Verteidigungsvertrag für weitere zehn Jahre erneuert.
Im Mai 1970 wurde der Pakt für weitere zehn Jahre erneuert, anlässlich eines Besuches des portugiesischen Regierungschefs Marcelo Caetano in Spanien.
Der Pakt endete 1977, als er durch ein neues Freundschafts- und Kooperationsabkommen der nunmehr demokratischen Staaten Portugal und Spanien abgelöst wurde.

## Bedeutung

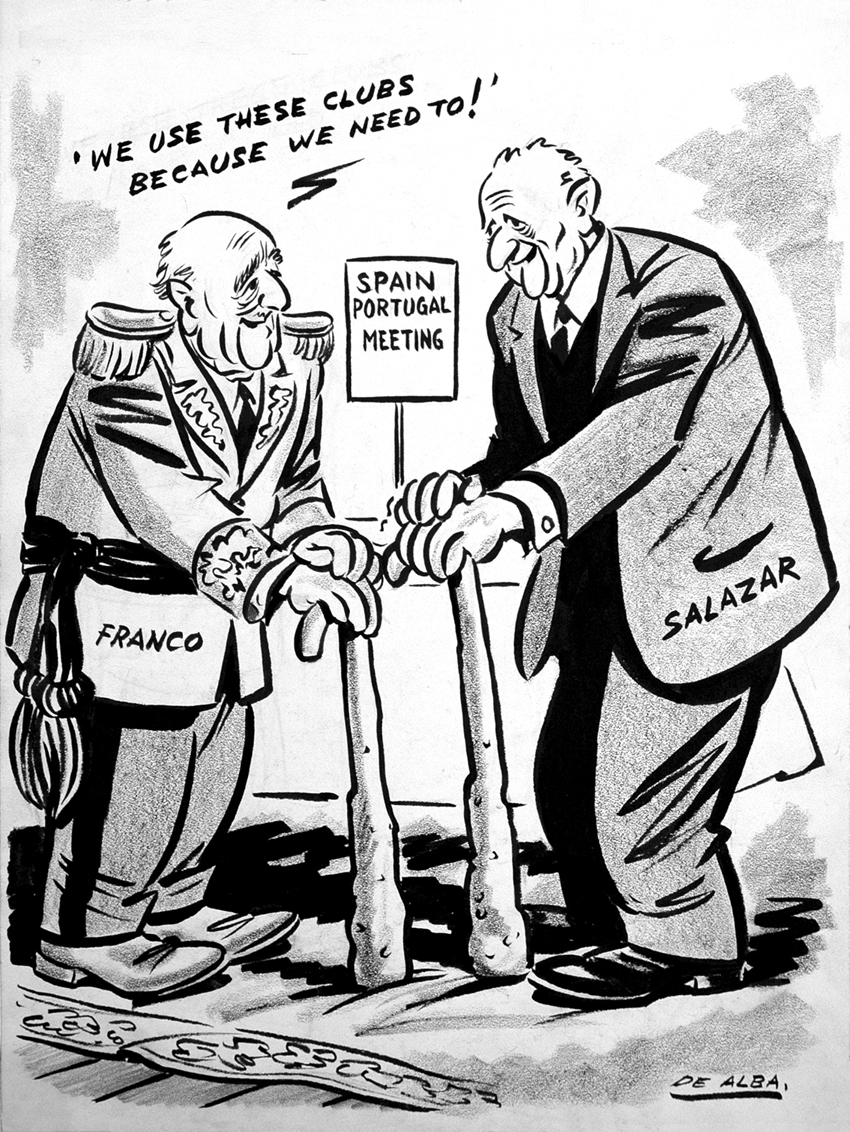
Karikatur des katalanischen Zeichners Joaquín de Alba Santizo aus den 1960er Jahren

Der Pakt hatte ganz überwiegend politisch-diplomatische und kaum praktische Bedeutung, von der militärischen Beistandserklärung abgesehen, die aber ihrerseits zu keinem Zeitpunkt in Gefahr war, aktiviert zu werden.
Für beide Länder bedeutete er ein innen- und außenpolitischer Gewinn, mit dem sich die klerikalfaschistischen Regime ideologisch gegenseitig bekräftigen und ihre Neutralität im Zweiten Weltkrieg zwischen den Achsenmächten und den Alliierten festigen konnten. So konnte sich Spanien etwas aus der politischen deutsch-italienischen Umklammerung lösen, und Portugal sich etwas mehr Spielraum gegenüber seinem Bündnispartner Großbritannien verschaffen.
Möglicherweise hatten auch die Eroberungspläne Nazideutschlands für die Iberische Halbinsel, unter dem Namen Unternehmen Isabella geplant, für den Pakt Bedeutung.
Vor allem ab 1946 bedeutete der Pakt für Spanien einen Durchbruch seiner zunehmenden internationalen Isolation.